# Avia B-135
Die Avia B-135 war ein tschechoslowakisches Jagdflugzeug aus der Zeit des Zweiten Weltkrieges.

## Geschichte
Vorläufer dieses Typs war die von František Novotný entwickelte Avia B-35, deren dritter Prototyp B-35.3 als B-135.1 benannt wurde. Optische Veränderung zur B-35 waren die jetzt aus Ganzmetall gefertigten Tragflächen, deren Vorderkanten nicht mehr ellipsenförmig, sondern nur leicht gebogen waren. Der Rumpf war im Gegensatz zur B-35 kürzer gehalten.
Die Flugerprobung fand 1940 (also in der Zeit der deutschen Besatzung) statt. Im November 1939 hatten bulgarische Testpiloten den Vorgänger B-35 geflogen, im Juni 1940 erprobten sie die B-135.1. Mit der Zustimmung des deutschen Reichsluftfahrtministeriums bestellte daraufhin die bulgarische Luftwaffe zwölf Exemplare, die bis zum Frühjahr 1942 fertiggestellt waren und in der Zeit vom 7. April 1942 bis zum 6. Oktober 1942 bei Avia eingeflogen wurden. Bis zum 31. Dezember 1942 hatte man die Maschinen demontiert, in Holzkisten verpackt und für den Transport nach Bulgarien vorbereitet. Im Februar 1943 gelangten sie dann mit dem Zug nach Plowdiw und von dort nach Lowetsch in Zentralbulgarien zum DSF-Werk (Darschawna Samoletna Fabrika), wo bis August 1943 die Endmontage der B-135 erfolgte. Ein zur gleichen Zeit geschlossener Vertrag über den Lizenzbau von 50 weiteren Avia B-135 als DAR-11 (ДАР-11 лястовица – Schwalbe) wurde nie realisiert, da die Luftwaffe alle Verträge stornieren ließ, die man mit ausländischen Vertragspartnern geschlossen hatte, um die Ressourcen der Flugzeugwerke im Protektorat Böhmen und Mähren selbst nutzen zu können. Das betraf in diesem konkreten Fall nicht nur die Motoren, sondern auch Cockpitinstrumente, die Bewaffnung und eine ganze Reihe von Ersatzteilen. Im Gegenzug bot man den Bulgaren zuerst die Lieferung vorhandener Dewoitine D.520 an, später die Bf 109G, die dann auch geliefert wurde.

## Technische Daten

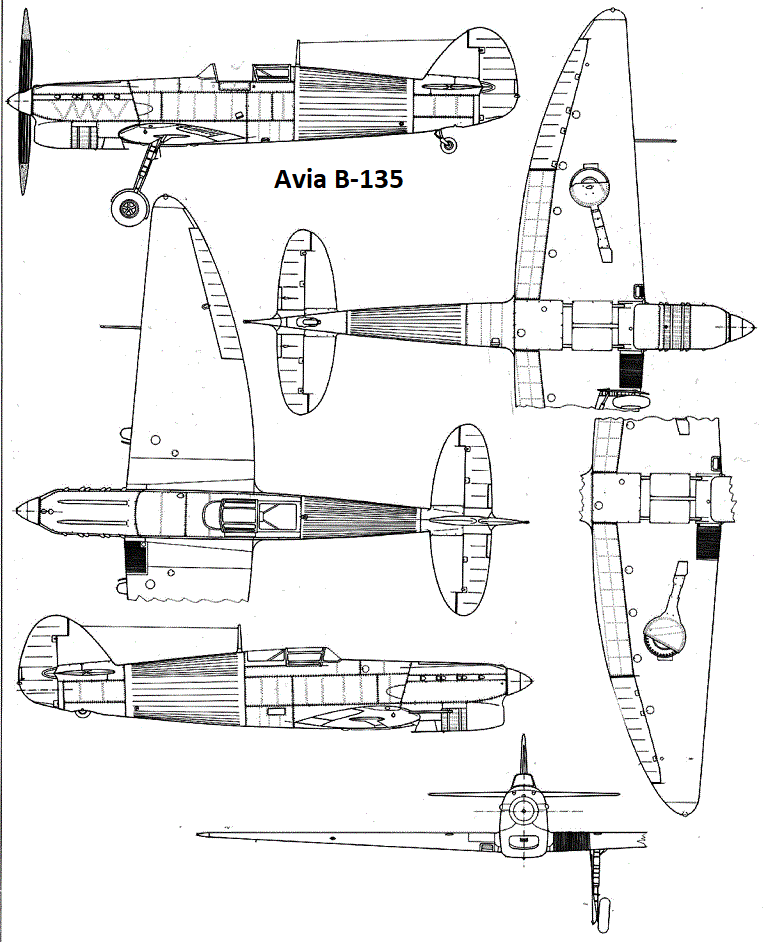
Ansichten der B-135

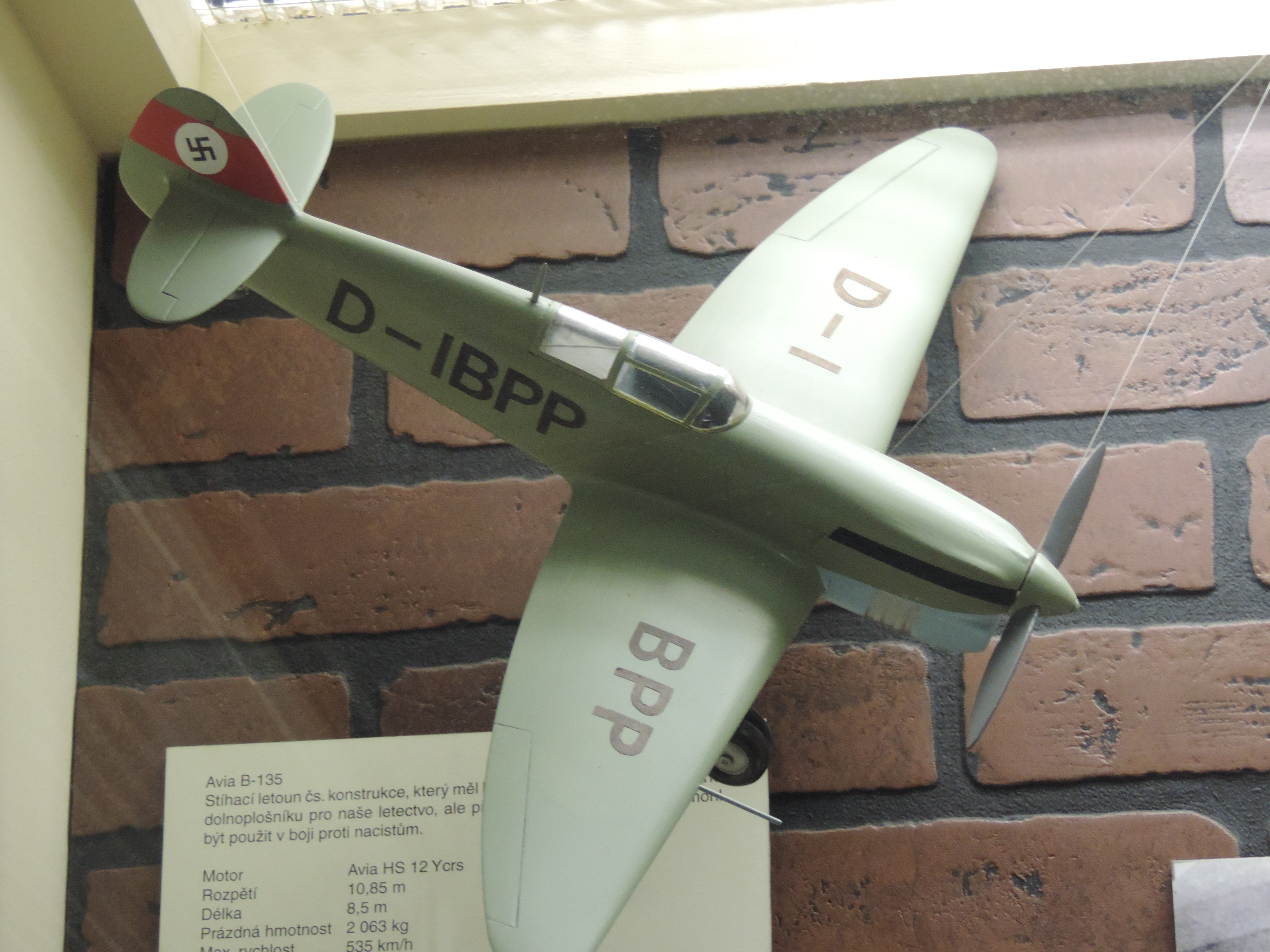
Modell im Luftfahrtmuseum Kbely

| Kenngröße             | Daten (Avia B-35.1)                                                                                       |
| --------------------- | --- |
| Besatzung             | 1 |
| Flügelspannweite      | 10,85 m                                                                                                   |
| Länge                 | 8,62 m |
| Höhe                  | 2,70 m |
| Flügelfläche          | 17,0 m²                                                                                                   |
| Flügelstreckung       | 6,9 |
| Leermasse             | 1925 kg                                                                                                   |
| Startmasse            | maximal 2462 kg                                                                                           |
| Antrieb               | ein V12-Motor Avia HS 12Ycrs mit 860 PS (633 kW) (Lizenzbau des Hispano-Suiza 12Y)                        |
| Höchstgeschwindigkeit | 535 km/h                                                                                                  |
| Marschgeschwindigkeit | 460 km/h                                                                                                  |
| Dienstgipfelhöhe      | 8500 m |
| Reichweite            | maximal 550 km                                                                                            |
| Bewaffnung            | eine 20-mm-Kanone Oerlikon FF in der Propellerwelle zwei synchronisierte 8-mm-MG ČZ vz. 30 über dem Motor |

## Militärische Nutzer
Bulgarienbulgarische Luftstreitkräfte